# Gerli Padar
Gerli Padar (* 6. listopadu 1979 Haljala) je estonská zpěvačka a herečka. Je sestrou známého zpěváka jménem Tanel Padar, který již v roce 2001 za Estonsko Eurovision Song Contest vyhrál.
Mezi léty 2004 a 2006 měla za manžela Akiho Harjanna, z tohoto manželství má jedno dítě. V roce 2011 vydala jedno sólové album.

## Eurovision Song Contest
Gerli se zúčastnila estonských národních kol do Eurovision Song Contest již třikrát.
V roce 1999 v národním kole Eurolaul vystoupila s písní „Aeg kord täidab soovid“. Píseň se umístila na posledním místě se ziskem 34 bodů.
V roce 2002 se národního kola Eurolaul zúčastnila s písní „Need A Little Nothing“. Umístila se s ní na 3. místě se ziskem 60 bodů.
V roce 2007 v národním kole Eurolaul vystoupila s písní „Partners in Crime“. Autory písně jsou Berit Veiber a Hendrik Sal-Saller. Národní kolo s přehledem vyhrála, když získala celkem 72 175 hlasů. Díky výhře směla reprezentovat Estonsko na Eurovision Song Contest 2007. V semifinále získala 22. místo s celkovým ziskem 33 bodů a do finále se nekvalifikovala.

## Tantsud tähtedega
Také vystoupila v taneční show nazvané Tantsud tähtedega, což je estonská obdoba české StarDance …když hvězdy tančí. Zde vystupovala spolu s Martinem Parmasem. Duo se dostalo až do finále, kde s vítězi prohráli o pouhý 1 bod.

## Muzikály
Vystupovala také v estonských muzikálech Cabaret, kde si zahrála hlavní roli Sally. V dalším byla v roli Florencie v muzikále Chess. Dalším muzikálem byl Lotte, detektiva, kde měla roli Lotty.